# Félix Viscarret
Félix Viscarret (Pamplona, 1975) és un director de cinema i televisió navarrès. Es va llicenciar en Ciències de la informació i va marxar als Estats Units amb una beca a cursar estudis de postgrau en cinema a la Universitat William Paterson de Nova Jersey. Allí va realitzar, com a treball fi de curs el seu primer curtmetratge, Dreamers, amb el que va guanyar el premi al millor curtmetratge al Festival d'Alcalá de Henares i va obtenir una menció especial al Premi Panorama de l'Acadèmia de Nova York al 49è Festival Internacional de Cinema de Berlín.
El 2007 va dirigir el seu primer llargmetratge Bajo las estrellas, basat en la narració El trompetista de Utopía de Fernando Aramburu i produïda per Fernando Trueba., amb el que va guanyar un Goya al millor guió adaptat i la Bisnaga d'Or al Festival de Màlaga.
També treballat per televisió dirigint alguns episodis d'Hispania, la leyenda (2011) i Marco (2012). El 2016 va marxar a l'Havana, on va rodar la pel·lícula Vientos de La Habana i la posterior minisèrie per la cadena Netflix Cuatro estaciones en La Habana, ambdues protagonitzades per Jorge Perugorría. El 2017 va dirigir el documental Saura(s) sobre el cineasta Carlos Saura. El 2019 ha codirigit juntament amb el director argentí Pablo Trapero la versió televisiva de la novel·la de Fernando Aramburu Patria.

## Filmografia
- Dreamers (curtmetratge, 1999)
- Canciones de invierno (curtmetratge, 2004)
- El álbum blanco (2005)
- Los que sueñan despiertos (2005)
- Bajo las estrellas (2007)
- El Canto del Loco - Personas: La película (2008)
- Vientos de La Habana (2016)
- Cuatro estaciones en La Habana (2016)
- Saura(s) (2017)
- Patria (2020)

## Premis i nominacions
Premis Goya
| Any               | Categoria              | Persona            | Resultat  |
| ----------------- | ---------------------- | ------------------ | --------- |
| XXII Premis Goya  | Millor director novell | Bajo las estrellas | Nominat   |
| XXII Premis Goya  | Millor guió adaptat    | Bajo las estrellas | Guanyador |
| XXXII Premis Goya | Millor documental      | Saura(s)           | Nominat   |

Medalles del Cercle d'Escriptors Cinematogràfics
| Any  | Categoria           | Persona            | Resultat |
| ---- | ------------------- | ------------------ | -------- |
| 2007 | Premi revelació     | Bajo las estrellas | Nominat  |
| 2007 | Millor guió adaptat | Bajo las estrellas | Nominat  |
| 2017 | Millor documental   | Saura(s)           | Nominat  |

52a edició dels Premis Sant Jordi de Cinematografia
| Categoria          | Pel·lícula         | Resultat   |
| ------------------ | ------------------ | ---------- |
| Millor ópera prima | Bajo las estrellas | Guanyadora |

Festival de Màlaga (2007)Guanyadora de la Bisnaga d'Or a la millor pel·lícula i dels premis al millor director i millor actor (Alberto San Juan).